# لطائف المعارف
لطائف المعارف هو كتاب ألفه الثعالبي للوزير أحمد بن حسن ميمندي الملقب بشمس الكفاة وكان قد وزر للسلطان محمود الغزنوي من سنة 404 هـ حتى سنة 415 هـ حين عزله وسجنه.